# Етноцентризам
Етноцентризам је синдром ставова или читава идеологија у чијем је средишту прецењивање и идеализовање припадника сопствене нације и, истовремено, потцењивање припадника других, народа или националних мањина. Синдром је карактеристичан за ауторитарну личност, а атипичан је и ретко се јавља код демократске личности. Етноцентризам осуђује другу културу само на основу вредности и стандарда појединаца те културе. Етноцентрични појединци осуђују друге групе у односу на властите етничке групе или културе, поготово са забринутошћу за језик, понашање, обичаје и религију. Ове етничке разлике и одсеци служе да дефинишу јединствени културолошки идентитет сваке етничке припадности. Етноцентризам може бити очит или суптилан, и иако се сматра природном склоношћу људске психологије у свакодневном животу, генерално је развио негативне конотације. У антропологији, културални релативизам се сматра супротношћу и антонимом етноцентризма.

## Порекло концепта и његове студије
Термин „етноцентризам“ је сковао Лудвиг Гумплович, а затим га је искористио Вилијам Г. Самнер. Гумплович је дефинисао етноцентризам као разлоге на основу којих је сваки народ веровао да заузима највишу тачку, не само међу савременим људима и народима, него у односу на све народе историјске прошлости (Дер Расенкампф, 1883). Самнер се ослањао на посматрање тенденције људи да праве разлику између своје групе и других, ширећи то у његовом раду Традиционалне норме: Студија социолошке важности употреба, понашања, норми, обичаја и моралних принципа из 1906. године. Он је то дефинисао као „технички назив за поглед на ствари у ком је појединачна група центар свега, а сви други су одмерени и оцењени у односу на њу“. Он је то даље окарактерисао као честу водиљу до гродости, сујете, убеђењу да су припадници сопствене групе супериорнији, и непоштовању аутсајдера. Роберт Мертон је коментарисао да је Самнерова накнадна категоризација покрала концепт неке аналитичке моћи јер, Мертон тврди, централизовање и надмоћ су често повезани, али да треба очувати аналитичку јасноћу. Антрополози попут Франца Боаса и Бронислава Малиновског, полемисали су да је свака друштвена наука морала да превазиђе етноцентризам научника. Обојица су подстицали антропологе да спроведу етнографско истраживање у реалном свету у циљу да превазиђу њихов етноцентризам. Боас је развио принцип културолошког релативизма, а Малиновски је развио теорију о функционализму као водичу за стварање не-етноцентричних студија различитих култура. Класични примери анти-етноцентричне антропологије су дело Сазревање на Самои (1928) од Маргарете Мид, Сексуални живот дивљака северозападне Меланезије (1929) од Малиновског, и дело од Рут Бенедикт под називом Обрасци културе (1934). (Мид и Бенедикт су биле две Боасове ученице.)

## Антропологија
Људи који су рођени у одређеној култури и који одрастају усвајајући вредност и понашања те културе, развиће поглед на свет који подразумева њихову културу као норму. Ако људи онда искусе друге културе које имају другачије вредности и нормална понашања, увидеће да шаблони мишљења који су прикладни култури у којој су рођени и мишљења која та култура везује за одређена понашања нису прикладна за нове културе. Ипак, пошто су људи навикнути на своју културу, може им бити тешко да сагледају понашања људи из различите културе са становишта те културе, уместо са становишта своје културе.
Примери етноцентризма укључују религиоцентричне конструкте који захтевају божанско друштво као што су: „божанска нација“, „Божја земља“, „Божји изабрани народ“ и „Божја обећана земља“.
У Несигурном животу Џудит Батлер разматра препознавање Другог како би одржали Себе, као и проблеме немогућности да се препозна Други. Батлер пише:
Идентификација се увек ослања на разлику коју тежи да преброди, и на то да је њен циљ испуњен једино поновним увођењем разлике за коју тврди да је побеђена. Онај са којим се поистовећујем није ја, и то што „он није ја“ је услов идентификације. У супротном, као што нас Џеклин Роуз подсећа, идентификација се утапа у идентитет, што значи смрт саме идентификације.

## Биологија и еволуционистичка теорија
Студија у ПНАС из 2011. године је сугерисала да етноцентризам може бити посредован хормоном окситоцином. Установљено је да у измењеном контролисаном процесу окситоцин ствара склоност припадности групи јер окситоцин мотивише фаворизовање унутар групе и, у мањој мери, понижавање ван-групног.
У књизи Себични ген, еволуционарни биолог Ричард Докинс пише да су „крвна освета и међу-племенско ратовање лако преведени у терминима Хамилтонове генетичке теорије“. Експерименти засновани на симулацији у еволуционарној теорији игара су покушали да пруже објашњење за селекцију етноцентрично-стратегијских фенотипова.